# بدائع الأفكار في صنائع الأشعار
بدائع الأفكار في صنائع الأشعار كتاب في علم البديع لحسين بن علي الواعظ الكاشفي المتوفى سنة 910 هـ (عشر وتسعمائة). أوله الحمد لمبدع البدائع والشكر لمنشئ الصنائع.